# Ladies Asian Golf Tour 2010
De Ladies Asian Golf Tour 2010 was het zesde seizoen van de Ladies Asian Golf Tour. Het seizoen begon met het Thailand Ladies Open, in februari 2009, en eindigde met het Hero Honda Women's Indian Open, in november 2009. Er stonden vijf toernooien op de kalender.

## Kalender
| Data  | Data  | Toernooi                       | Stad         | Winnaar          | Score | Score | Info           |
| ----- | ----- | ------------------------------ | ------------ | ---------------- | ----- | ----- | -------------- |
| 24-02 | 26-02 | Thailand Ladies Open           | Samutprakarn | Lee Jung-min     | 211   | –5    |                |
| 19-03 | 21-03 | Ladies Indonesia Open          | Bali         | Solar Lee        | 214   | –2    | Nieuw toernooi |
| 22-10 | 24-10 | Sanya Ladies Open              | Hainan       | Lee-Anne Pace    | 205   | –11   | Nieuw toernooi |
| 29-10 | 31-10 | Suzhou Taihu Ladies Open       | Jiangsu      | Lee-Anne Pace po | 205   | –11   |                |
| 11-11 | 13-11 | Hero Honda Women's Indian Open | New Delhi    | Laura Davies po  | 213   | –3    |                |

| po = winnares na play-off |